# Convention internationale
Une convention internationale est un accord formel entre plusieurs États ou organisations internationales, établi dans le cadre du droit international. Ces conventions sont des textes juridiques qui fixent des règles, des obligations et des engagements que les parties signataires s'engagent à respecter dans des domaines spécifiques. Elles peuvent concerner des questions telles que les droits de l'homme, l'environnement, le commerce, le patrimoine ou encore le droit humanitaire.
Les organismes internationaux tels les Nations unies, l'Organisation internationale du travail produisent ce genre de textes. La liste ci-dessous n'est pas exhaustive.

## Droits de l’homme
- Convention pour la prévention et la répression du crime de génocide, 1948
- Convention de sauvegarde des droits de l'homme et des libertés fondamentales, 1950
- Convention internationale sur l'élimination de toutes les formes de discrimination raciale, 1966
- Convention sur l'élimination de toutes les formes de discrimination à l'égard des femmes, 1979
- Convention contre la torture et autres peines ou traitements cruels, inhumains ou dégradants, 1984
- Convention relative aux droits de l'enfant, 1989
- Convention internationale sur la protection des droits de tous les travailleurs migrants et des membres de leur famille, 1990
- Convention relative aux droits des personnes handicapées, 2006

## Écologieet environnement
- Convention internationale pour la règlementation de la chasse à la baleine, conclue à Washington en 1946
- Convention internationale sur la protection des oiseaux, conclue à Paris en 1950
- Convention internationale pour la protection des végétaux, conclue à Rome en 1951
- Convention relative aux zones humides d'importance internationale, particulièrement comme habitats des oiseaux d'eau, 1971
- Convention sur la prévention de la pollution des mers résultant de l'immersion de déchets, 1972
- Convention sur le commerce international des espèces de faune et de flore sauvages menacées d'extinction, 1973
- Convention pour la protection du milieu marin et du littoral de la Méditerranée, 1976
- Convention sur la pollution atmosphérique transfrontière à longue distance, 1979
- Convention sur la conservation de la faune et la flore marines de l'Antarctique, 1980
- Convention des Nations unies sur le droit de la mer, 1982
- Convention de Vienne sur la protection de la couche d'ozone, 1985
- Convention sur la notification rapide d'un accident nucléaire, 1986
- Convention de Bâle sur le contrôle des mouvements transfrontaliers de déchets dangereux et de leur élimination, 1989
- Conventions de Rio
  - Convention sur la diversité biologique, 1992
  - Convention-cadre des Nations unies sur les changements climatiques, 1992 (CCNUCC) : cadre pour le protocole de Kyoto (1997)
  - Convention des Nations unies sur la lutte contre la désertification, 1994
- Convention pour la protection du milieu marin de l'Atlantique du Nord-Est, 1998
- Convention d'Aarhus ou Convention sur l'accès à l'information, la participation du public au processus décisionnel et l'accès à la justice en matière d'environnement, 1998
- Convention de Rotterdam, 1998
- Convention de Stockholm sur les polluants organiques persistants, 2001
- Conventions du Conseil de l'Europe
  - Convention européenne sur la protection des animaux dans les élevages, 1976
  - Convention relative à la conservation de la vie sauvage et du milieu naturel de l'Europe, 1979
  - Convention européenne pour la protection des animaux de compagnie, 1987
  - Convention européenne du paysage, 2000

## Guerre
- Conventions de Genève (1863, 1906, 1929, 1949)
- Convention de Montreux, 1936
- Convention du 28 juillet 1951 relative au statut des réfugiés, 1951
- Convention pour la protection des biens culturels en cas de conflit armé, 1954
- Convention sur l'interdiction des armes biologiques, 1972
- Convention ENMOD, 1976
- Convention sur certaines armes classiques, 1980
- Convention sur l'interdiction des armes chimiques, 1993
- Convention sur l'interdiction des mines antipersonnel, 1997
- Convention internationale pour la répression des attentats terroristes à l'explosif, 1997
- Convention internationale pour la répression du financement du terrorisme, 1999
- Convention internationale contre le recrutement, l'utilisation, le financement et l'instruction de mercenaires, 2001
- Convention sur les armes à sous-munitions, 2008

## Patrimoineetculture
- Convention pour la protection du patrimoine mondial, culturel et naturel, 1972
- Convention de l'UNESCO sur la protection du patrimoine culturel subaquatique, 2001
- Convention de l'UNESCO pour la sauvegarde du patrimoine culturel immatériel, 2003
- Convention sur la protection et la promotion de la diversité des expressions culturelles, 2005

## Santé
- Convention internationale de l'opium, 1912
- Convention unique sur les stupéfiants de 1961
- Convention sur les substances psychotropes de 1971
- Convention contre le trafic illicite de stupéfiants et de substances psychotropes de 1988
- Convention sur les droits de l'homme et la biomédecine, 1997
- Convention-cadre de l'OMS pour la lutte antitabac, 2003

## Société
- Convention relative à l'esclavage, 1926
- Convention sur le travail forcé ou obligatoire, 1930
- Convention pour la répression de la traite des êtres humains et de l'exploitation de la prostitution d'autrui, 1949[3]
- Convention de New York sur l'apatridie, 1954
- Convention sur la nationalité de la femme mariée, 1957
- Convention pour la reconnaissance et l'exécution des sentences arbitrales étrangères, 1958
- Convention internationale sur la protection des artistes interprètes ou exécutants, des producteurs de phonogrammes et des organismes de radiodiffusion, 1961
- Convention sur le consentement au mariage, l'âge minimum du mariage et l'enregistrement des mariages, 1964
- Convention sur le brevet européen, 1973[4]
- Convention internationale des Nations unies sur l'élimination et la répression du crime d'apartheid, 1973
- Convention internationale contre la prise d'otages, 1979
- Convention sur la loi applicable aux obligations contractuelles, 1980
- Convention du Conseil de l'Europe pour la protection des personnes à l'égard du traitement automatisé des données à caractère personnel, 1981
- Convention 169 de l'Organisation internationale du travail relative aux peuples indigènes et tribaux, 1989
- Convention-cadre pour la protection des minorités nationales, 1991
- Convention sur la reconnaissance des qualifications relatives à l'enseignement supérieur dans la région européenne, 1997
- Convention des Nations Unies contre la criminalité transnationale organisée, 2000
- Convention sur la cybercriminalité, 2001
- Convention des Nations unies contre la corruption, 2003
- Convention internationale pour la protection de toutes les personnes contre les disparitions forcées, 2006
- Convention sur les travailleurs domestiques, 2011
- Convention du Conseil de l'Europe sur la prévention et la lutte contre la violence à l'égard des femmes et la violence domestique, 2011
- Convention internationale sur l'assistance alimentaire, 2012

## Transportsetcommerce
- Convention sur la liberté du transit, 1921
- Convention de Chicago relative à l'aviation civile internationale, 1944
- Convention relative au contrat de transport international de Marchandises par Route, 1956
- Convention internationale sur les lignes de charge, 1966
- Convention de l'UNESCO sur l'interdiction de l'importation, l'exportation et le transfert de propriété illicites des biens culturels, 1970
- Convention sur la prescription en matière de vente internationale de marchandises, 1974
- Convention relative aux transports internationaux ferroviaires, 1980
- Convention des Nations unies sur les contrats de vente internationale de marchandises, 1980
- Convention des Nations unies sur l'utilisation de communications électroniques dans les contrats internationaux, 2005